# Jurij Neumayr
Jurij Neumayr, jezuit avstrijskega rodu, * 9. april 1680, Zöbing (Spodnja Avstrija), † 11. april 1755, Traunkirchen (Avstrija). 

## Življenje in delo
V meniški red je stopil 1698, poučeval filozofijo in teologijo v Gorici in Celovcu, bil spovednik neapeljskega vice-kralja Harracha, prefekt kolegija v Ljubljani, Gorici in Linzu. Izdal je Argumenta ad hominem physico-moralia ex primis eiusdem principiis, materia et forma seu corpore et anima deducta (Gradec /Graecii/, 1718) in  Lustrum II. et III. Univ. Graecensis (Dunaj /Viennae/,  1719). 